# Unicodeblock Newa
Der Unicodeblock Newa (U+11400 bis U+1147F) enthält seit Unicodeversion 9.0.0 die asiatische Prachalit-Nepal-Schrift (auch Newa genannt), welche zum Schreiben von Newari, Sanskrit und Pali eingesetzt wird.

## Tabelle
| Unicodenummer   | Zeichen (400 %) | Kategorie                               | Bidirektionale Klasse       | Offizielle Bezeichnung     | Beschreibung                      |
| --------------- | --------------- | --------------------------------------- | --------------------------- | -------------------------- | --------------------------------- |
| U+11400 (70656) | 𑐀               | anderer Buchstabe, Silbe oder Ideogramm | links nach rechts           | NEWA LETTER A              | Newa-Buchstabe A                  |
| U+11401 (70657) | 𑐁               | anderer Buchstabe, Silbe oder Ideogramm | links nach rechts           | NEWA LETTER AA             | Newa-Buchstabe Aa                 |
| U+11402 (70658) | 𑐂               | anderer Buchstabe, Silbe oder Ideogramm | links nach rechts           | NEWA LETTER I              | Newa-Buchstabe I                  |
| U+11403 (70659) | 𑐃               | anderer Buchstabe, Silbe oder Ideogramm | links nach rechts           | NEWA LETTER II             | Newa-Buchstabe Ii                 |
| U+11404 (70660) | 𑐄               | anderer Buchstabe, Silbe oder Ideogramm | links nach rechts           | NEWA LETTER U              | Newa-Buchstabe U                  |
| U+11405 (70661) | 𑐅               | anderer Buchstabe, Silbe oder Ideogramm | links nach rechts           | NEWA LETTER UU             | Newa-Buchstabe Uu                 |
| U+11406 (70662) | 𑐆               | anderer Buchstabe, Silbe oder Ideogramm | links nach rechts           | NEWA LETTER VOCALIC R      | Newa-Buchstabe vokalisches R      |
| U+11407 (70663) | 𑐇               | anderer Buchstabe, Silbe oder Ideogramm | links nach rechts           | NEWA LETTER VOCALIC RR     | Newa-Buchstabe vokalisches Rr     |
| U+11408 (70664) | 𑐈               | anderer Buchstabe, Silbe oder Ideogramm | links nach rechts           | NEWA LETTER VOCALIC L      | Newa-Buchstabe vokalisches L      |
| U+11409 (70665) | 𑐉               | anderer Buchstabe, Silbe oder Ideogramm | links nach rechts           | NEWA LETTER VOCALIC LL     | Newa-Buchstabe vokalisches Ll     |
| U+1140A (70666) | 𑐊               | anderer Buchstabe, Silbe oder Ideogramm | links nach rechts           | NEWA LETTER E              | Newa-Buchstabe E                  |
| U+1140B (70667) | 𑐋               | anderer Buchstabe, Silbe oder Ideogramm | links nach rechts           | NEWA LETTER AI             | Newa-Buchstabe Ai                 |
| U+1140C (70668) | 𑐌               | anderer Buchstabe, Silbe oder Ideogramm | links nach rechts           | NEWA LETTER O              | Newa-Buchstabe O                  |
| U+1140D (70669) | 𑐍               | anderer Buchstabe, Silbe oder Ideogramm | links nach rechts           | NEWA LETTER AU             | Newa-Buchstabe Au                 |
| U+1140E (70670) | 𑐎               | anderer Buchstabe, Silbe oder Ideogramm | links nach rechts           | NEWA LETTER KA             | Newa-Buchstabe Ka                 |
| U+1140F (70671) | 𑐏               | anderer Buchstabe, Silbe oder Ideogramm | links nach rechts           | NEWA LETTER KHA            | Newa-Buchstabe Kha                |
| U+11410 (70672) | 𑐐               | anderer Buchstabe, Silbe oder Ideogramm | links nach rechts           | NEWA LETTER GA             | Newa-Buchstabe Ga                 |
| U+11411 (70673) | 𑐑               | anderer Buchstabe, Silbe oder Ideogramm | links nach rechts           | NEWA LETTER GHA            | Newa-Buchstabe Gha                |
| U+11412 (70674) | 𑐒               | anderer Buchstabe, Silbe oder Ideogramm | links nach rechts           | NEWA LETTER NGA            | Newa-Buchstabe Nga                |
| U+11413 (70675) | 𑐓               | anderer Buchstabe, Silbe oder Ideogramm | links nach rechts           | NEWA LETTER NGHA           | Newa-Buchstabe Ngha               |
| U+11414 (70676) | 𑐔               | anderer Buchstabe, Silbe oder Ideogramm | links nach rechts           | NEWA LETTER CA             | Newa-Buchstabe Ca                 |
| U+11415 (70677) | 𑐕               | anderer Buchstabe, Silbe oder Ideogramm | links nach rechts           | NEWA LETTER CHA            | Newa-Buchstabe Cha                |
| U+11416 (70678) | 𑐖               | anderer Buchstabe, Silbe oder Ideogramm | links nach rechts           | NEWA LETTER JA             | Newa-Buchstabe Ja                 |
| U+11417 (70679) | 𑐗               | anderer Buchstabe, Silbe oder Ideogramm | links nach rechts           | NEWA LETTER JHA            | Newa-Buchstabe Jha                |
| U+11418 (70680) | 𑐘               | anderer Buchstabe, Silbe oder Ideogramm | links nach rechts           | NEWA LETTER NYA            | Newa-Buchstabe Nya                |
| U+11419 (70681) | 𑐙               | anderer Buchstabe, Silbe oder Ideogramm | links nach rechts           | NEWA LETTER NYHA           | Newa-Buchstabe Nyha               |
| U+1141A (70682) | 𑐚               | anderer Buchstabe, Silbe oder Ideogramm | links nach rechts           | NEWA LETTER TTA            | Newa-Buchstabe Tta                |
| U+1141B (70683) | 𑐛               | anderer Buchstabe, Silbe oder Ideogramm | links nach rechts           | NEWA LETTER TTHA           | Newa-Buchstabe Ttha               |
| U+1141C (70684) | 𑐜               | anderer Buchstabe, Silbe oder Ideogramm | links nach rechts           | NEWA LETTER DDA            | Newa-Buchstabe Dda                |
| U+1141D (70685) | 𑐝               | anderer Buchstabe, Silbe oder Ideogramm | links nach rechts           | NEWA LETTER DDHA           | Newa-Buchstabe Ddha               |
| U+1141E (70686) | 𑐞               | anderer Buchstabe, Silbe oder Ideogramm | links nach rechts           | NEWA LETTER NNA            | Newa-Buchstabe Nna                |
| U+1141F (70687) | 𑐟               | anderer Buchstabe, Silbe oder Ideogramm | links nach rechts           | NEWA LETTER TA             | Newa-Buchstabe Ta                 |
| U+11420 (70688) | 𑐠               | anderer Buchstabe, Silbe oder Ideogramm | links nach rechts           | NEWA LETTER THA            | Newa-Buchstabe Tha                |
| U+11421 (70689) | 𑐡               | anderer Buchstabe, Silbe oder Ideogramm | links nach rechts           | NEWA LETTER DA             | Newa-Buchstabe Da                 |
| U+11422 (70690) | 𑐢               | anderer Buchstabe, Silbe oder Ideogramm | links nach rechts           | NEWA LETTER DHA            | Newa-Buchstabe Dha                |
| U+11423 (70691) | 𑐣               | anderer Buchstabe, Silbe oder Ideogramm | links nach rechts           | NEWA LETTER NA             | Newa-Buchstabe Na                 |
| U+11424 (70692) | 𑐤               | anderer Buchstabe, Silbe oder Ideogramm | links nach rechts           | NEWA LETTER NHA            | Newa-Buchstabe Nha                |
| U+11425 (70693) | 𑐥               | anderer Buchstabe, Silbe oder Ideogramm | links nach rechts           | NEWA LETTER PA             | Newa-Buchstabe Pa                 |
| U+11426 (70694) | 𑐦               | anderer Buchstabe, Silbe oder Ideogramm | links nach rechts           | NEWA LETTER PHA            | Newa-Buchstabe Pha                |
| U+11427 (70695) | 𑐧               | anderer Buchstabe, Silbe oder Ideogramm | links nach rechts           | NEWA LETTER BA             | Newa-Buchstabe Ba                 |
| U+11428 (70696) | 𑐨               | anderer Buchstabe, Silbe oder Ideogramm | links nach rechts           | NEWA LETTER BHA            | Newa-Buchstabe Bha                |
| U+11429 (70697) | 𑐩               | anderer Buchstabe, Silbe oder Ideogramm | links nach rechts           | NEWA LETTER MA             | Newa-Buchstabe Ma                 |
| U+1142A (70698) | 𑐪               | anderer Buchstabe, Silbe oder Ideogramm | links nach rechts           | NEWA LETTER MHA            | Newa-Buchstabe Mha                |
| U+1142B (70699) | 𑐫               | anderer Buchstabe, Silbe oder Ideogramm | links nach rechts           | NEWA LETTER YA             | Newa-Buchstabe Ya                 |
| U+1142C (70700) | 𑐬               | anderer Buchstabe, Silbe oder Ideogramm | links nach rechts           | NEWA LETTER RA             | Newa-Buchstabe Ra                 |
| U+1142D (70701) | 𑐭               | anderer Buchstabe, Silbe oder Ideogramm | links nach rechts           | NEWA LETTER RHA            | Newa-Buchstabe Rha                |
| U+1142E (70702) | 𑐮               | anderer Buchstabe, Silbe oder Ideogramm | links nach rechts           | NEWA LETTER LA             | Newa-Buchstabe La                 |
| U+1142F (70703) | 𑐯               | anderer Buchstabe, Silbe oder Ideogramm | links nach rechts           | NEWA LETTER LHA            | Newa-Buchstabe Lha                |
| U+11430 (70704) | 𑐰               | anderer Buchstabe, Silbe oder Ideogramm | links nach rechts           | NEWA LETTER WA             | Newa-Buchstabe Wa                 |
| U+11431 (70705) | 𑐱               | anderer Buchstabe, Silbe oder Ideogramm | links nach rechts           | NEWA LETTER SHA            | Newa-Buchstabe Sha                |
| U+11432 (70706) | 𑐲               | anderer Buchstabe, Silbe oder Ideogramm | links nach rechts           | NEWA LETTER SSA            | Newa-Buchstabe Ssa                |
| U+11433 (70707) | 𑐳               | anderer Buchstabe, Silbe oder Ideogramm | links nach rechts           | NEWA LETTER SA             | Newa-Buchstabe Sa                 |
| U+11434 (70708) | 𑐴               | anderer Buchstabe, Silbe oder Ideogramm | links nach rechts           | NEWA LETTER HA             | Newa-Buchstabe Ha                 |
| U+11435 (70709) | 𑐵                | Markierung mit Extrabreite              | links nach rechts           | NEWA VOWEL SIGN AA         | Newa-Vokalzeichen Aa              |
| U+11436 (70710) | 𑐶                | Markierung mit Extrabreite              | links nach rechts           | NEWA VOWEL SIGN I          | Newa-Vokalzeichen I               |
| U+11437 (70711) | 𑐷                | Markierung mit Extrabreite              | links nach rechts           | NEWA VOWEL SIGN II         | Newa-Vokalzeichen Ii              |
| U+11438 (70712) | 𑐸                | Markierung ohne Extrabreite             | Markierung ohne Extrabreite | NEWA VOWEL SIGN U          | Newa-Vokalzeichen U               |
| U+11439 (70713) | 𑐹                | Markierung ohne Extrabreite             | Markierung ohne Extrabreite | NEWA VOWEL SIGN UU         | Newa-Vokalzeichen Uu              |
| U+1143A (70714) | 𑐺                | Markierung ohne Extrabreite             | Markierung ohne Extrabreite | NEWA VOWEL SIGN VOCALIC R  | Newa-Vokalzeichen vokalisches R   |
| U+1143B (70715) | 𑐻                | Markierung ohne Extrabreite             | Markierung ohne Extrabreite | NEWA VOWEL SIGN VOCALIC RR | Newa-Vokalzeichen vokalisches Rr  |
| U+1143C (70716) | 𑐼                | Markierung ohne Extrabreite             | Markierung ohne Extrabreite | NEWA VOWEL SIGN VOCALIC L  | Newa-Vokalzeichen vokalisches L   |
| U+1143D (70717) | 𑐽                | Markierung ohne Extrabreite             | Markierung ohne Extrabreite | NEWA VOWEL SIGN VOCALIC LL | Newa-Vokalzeichen vokalisches Ll  |
| U+1143E (70718) | 𑐾                | Markierung ohne Extrabreite             | Markierung ohne Extrabreite | NEWA VOWEL SIGN E          | Newa-Vokalzeichen E               |
| U+1143F (70719) | 𑐿                | Markierung ohne Extrabreite             | Markierung ohne Extrabreite | NEWA VOWEL SIGN AI         | Newa-Vokalzeichen Ai              |
| U+11440 (70720) | 𑑀                | Markierung mit Extrabreite              | links nach rechts           | NEWA VOWEL SIGN O          | Newa-Vokalzeichen O               |
| U+11441 (70721) | 𑑁                | Markierung mit Extrabreite              | links nach rechts           | NEWA VOWEL SIGN AU         | Newa-Vokalzeichen Au              |
| U+11442 (70722) | 𑑂                | Markierung ohne Extrabreite             | Markierung ohne Extrabreite | NEWA SIGN VIRAMA           | Newa-Zeichen Virama               |
| U+11443 (70723) | 𑑃                | Markierung ohne Extrabreite             | Markierung ohne Extrabreite | NEWA SIGN CANDRABINDU      | Newa-Zeichen Chandrabindu         |
| U+11444 (70724) | 𑑄                | Markierung ohne Extrabreite             | Markierung ohne Extrabreite | NEWA SIGN ANUSVARA         | Newa-Zeichen Anusvara             |
| U+11445 (70725) | 𑑅                | Markierung mit Extrabreite              | links nach rechts           | NEWA SIGN VISARGA          | Newa-Zeichen Visarga              |
| U+11446 (70726) | 𑑆                | Markierung ohne Extrabreite             | Markierung ohne Extrabreite | NEWA SIGN NUKTA            | Newa-Zeichen Nukta                |
| U+11447 (70727) | 𑑇               | anderer Buchstabe, Silbe oder Ideogramm | links nach rechts           | NEWA SIGN AVAGRAHA         | Newa-Zeichen Avagraha             |
| U+11448 (70728) | 𑑈               | anderer Buchstabe, Silbe oder Ideogramm | links nach rechts           | NEWA SIGN FINAL ANUSVARA   | Newa-Zeichen finales Anusvara     |
| U+11449 (70729) | 𑑉               | anderer Buchstabe, Silbe oder Ideogramm | links nach rechts           | NEWA OM                    | Newa-Om                           |
| U+1144A (70730) | 𑑊               | anderer Buchstabe, Silbe oder Ideogramm | links nach rechts           | NEWA SIDDHI                | Newa-Siddhi                       |
| U+1144B (70731) | 𑑋               | andere Interpunktion                    | links nach rechts           | NEWA DANDA                 | Newa-Danda                        |
| U+1144C (70732) | 𑑌               | andere Interpunktion                    | links nach rechts           | NEWA DOUBLE DANDA          | Newa-Doppeldanda                  |
| U+1144D (70733) | 𑑍               | andere Interpunktion                    | links nach rechts           | NEWA COMMA                 | Newa-Komma                        |
| U+1144E (70734) | 𑑎               | andere Interpunktion                    | links nach rechts           | NEWA GAP FILLER            | Newa-Lückenfüller                 |
| U+1144F (70735) | 𑑏               | andere Interpunktion                    | links nach rechts           | NEWA ABBREVIATION SIGN     | Newa-Abkürzungszeichen            |
| U+11450 (70736) | 𑑐               | Dezimalziffer                           | links nach rechts           | NEWA DIGIT ZERO            | Newa-Ziffer Null                  |
| U+11451 (70737) | 𑑑               | Dezimalziffer                           | links nach rechts           | NEWA DIGIT ONE             | Newa-Ziffer Eins                  |
| U+11452 (70738) | 𑑒               | Dezimalziffer                           | links nach rechts           | NEWA DIGIT TWO             | Newa-Ziffer Zwei                  |
| U+11453 (70739) | 𑑓               | Dezimalziffer                           | links nach rechts           | NEWA DIGIT THREE           | Newa-Ziffer Drei                  |
| U+11454 (70740) | 𑑔               | Dezimalziffer                           | links nach rechts           | NEWA DIGIT FOUR            | Newa-Ziffer Vier                  |
| U+11455 (70741) | 𑑕               | Dezimalziffer                           | links nach rechts           | NEWA DIGIT FIVE            | Newa-Ziffer Fünf                  |
| U+11456 (70742) | 𑑖               | Dezimalziffer                           | links nach rechts           | NEWA DIGIT SIX             | Newa-Ziffer Sechs                 |
| U+11457 (70743) | 𑑗               | Dezimalziffer                           | links nach rechts           | NEWA DIGIT SEVEN           | Newa-Ziffer Sieben                |
| U+11458 (70744) | 𑑘               | Dezimalziffer                           | links nach rechts           | NEWA DIGIT EIGHT           | Newa-Ziffer Acht                  |
| U+11459 (70745) | 𑑙               | Dezimalziffer                           | links nach rechts           | NEWA DIGIT NINE            | Newa-Ziffer Neun                  |
| U+1145A (70746) | 𑑚               | andere Interpunktion                    | links nach rechts           | NEWA DOUBLE COMMA          | Newa-Doppelkomma                  |
| U+1145B (70747) | 𑑛               | andere Interpunktion                    | links nach rechts           | NEWA PLACEHOLDER MARK      | Newa-Platzhalterzeichen           |
| U+1145D (70749) | 𑑝               | andere Interpunktion                    | links nach rechts           | NEWA INSERTION SIGN        | Newa-Einfügungszeichen            |
| U+1145E (70750) | 𑑞                | Markierung ohne Extrabreite             | Markierung ohne Extrabreite | NEWA SANDHI MARK           | Newa-Sandhi-Zeichen               |
| U+1145F (70751) | 𑑟               | anderer Buchstabe, Silbe oder Ideogramm | links nach rechts           | NEWA LETTER VEDIC ANUSVARA | Newa-Buchstabe vedisches Anusvara |
| U+11460 (70752) | 𑑠               | anderer Buchstabe, Silbe oder Ideogramm | links nach rechts           | NEWA SIGN JIHVAMULIYA      | Newa-Zeichen Jihvamuliya          |
| U+11461 (70753) | 𑑡               | anderer Buchstabe, Silbe oder Ideogramm | links nach rechts           | NEWA SIGN UPADHMANIYA      | Newa-Zeichen Upadhmaniya          |